# Villarta de los Montes (Badajoz)
Villarta de los Montes este un oraș din Spania, situat în provincia Badajoz din comunitatea autonomă Extremadura. Are o populație de 710 de locuitori.
1. ↑  Nomenclátor Geográfico de Municipios y Entidades de Población (20240402 edition)